# サカナクション
サカナクション（英: sakanaction）は、日本のロックバンド。ボーカル・ギター担当の山口一郎を中心とした男女5人で構成される。所属事務所はヒップランドミュージック。所属レーベルはNF Records。

## メンバー
山口 一郎（やまぐち いちろう、1980年9月8日（44歳））

ボーカル・ギター担当。北海道小樽市出身。本名の「一郎」の他「一路」の表記も使用する。
バンド結成時のメンバーで、ほとんどの楽曲の作詞・作曲を担当している。
 岩寺 基晴（いわでら もとはる、1981年3月11日（44歳））
ギター・コーラス担当。北海道札幌市出身。愛称は「モッチ」。既婚。
バンド結成時のメンバーで、サカナクション結成前は、ボーカルの山口らと「ダッチマン」というバンドを組んでいた。
趣味はゲームとサウナ巡り。
草刈 愛美（くさかり あみ、1980年4月30日（45歳））

ベース・コーラス担当。東京都出身。愛称は「姐さん」。
以前活動していたバンドが解散し、加入。一時的にロックバンド・モノブライトのサポートメンバーとして参加していたこともある。
一般男性と結婚し、2015年に第一子を出産。
緑色のアイテムを好んで使用しており「ミドラー」を自称している。
レコーディングやライブでは、シンセベースを使用することがある。
2025年4月25日、自身初のソロアルバム『Garden Studies』をリリース。本アルバムは、実験音楽・電子音楽アーティストのkyokaとのライブイベント「ウカブオト ～superposition～ 2024.4.29」のために書き下ろした楽曲を中心にしたアンビエント作品となっている。
 岡崎 英美（おかざき えみ、1983年10月5日（41歳））
キーボード・コーラス担当。北海道小樽市出身。愛称は「ザキオカ」「ザッキー」。
デビュー前、山口と同じレコード店（HMV小樽店）でアルバイトしており、その関係から加入。なお、アルバイト先においては、岡崎の方が先輩だった。
パンが好物で、特に東京ビルディング内にある「VIRON」という店のパンを気に入っているらしいが、彼女が食べる様子をメンバーが見たことはあまりない。
江島 啓一（えじま けいいち、1981年7月8日（44歳））

ドラム担当。北海道札幌市出身。愛称は「エジー」。
知人の紹介で加入。「面白いバンドはたくさんいたが、一緒にやりたいシンガーソングライターはいなかった。だが、山口一郎の歌は良い」と思ったという。
バンド加入前は「刀狩り」というバンドに加入していた。

## バンド名の由来
バンド名「サカナクション」は「魚」と「アクション」の単語を組み合わせた造語。山口一郎はインタビューで、ひねくれたこと・いい意味でふざけたことをやりたく、バンド名にはあまり用いられない「サカナ」を入れ、変化を恐れずにやっていこうという意味をこめて「サカナのアクションでサカナクション」にしたという趣旨を述べている。

## 来歴

### 1998年 - 2007年：メジャーデビューまで
1998年、札幌第一高等学校の同級生である山口・岩寺を含む4人で「ダッチマン」が結成される（結成当時のバンド名は「ダッチマンtheサンコンズ」であり、2000年に改称）。ビクターエンタテインメントの育成部門に所属していた。サカナクションとしてのデビューアルバム『GO TO THE FUTURE』収録の「三日月サンセット」「白波トップウォーター」や、2ndアルバム『NIGHT FISHING』収録の「サンプル」などは、ダッチマン時代から存在する楽曲である。
ダッチマンは、ライブを中心に活動していたが、2004年3月に岩寺を含む3人が脱退。ダッチマンは、山口によるソロプロジェクトとなった。
2005年、岩寺がダッチマンに復帰し、ユニット名を「サカナクション」に改称。これにより、ダッチマンは自然消滅した。サカナクションは、サポートメンバーを交えながら、札幌市を拠点にライブハウス、クラブなどで活動を行った。当時は、DJの山口にギターの岩寺がアドリブで合わせていくスタイルだった。
2006年春、山口は、音楽仲間であった草刈、仕事の同僚であった岡崎、知人の知り合いであった江島をそれぞれ勧誘し、サポートメンバーとして参加させ始める。8月には、地元・北海道にて開催された「RISING SUN ROCK FESTIVAL 2006 in EZO」に、イベンターの推薦により、公募選出枠「RISING★STAR」より、868組の中から選出される。当時のビクターの担当が、メンバーに何も告げずに録音を送ったのが選出されたという。これをきっかけに、アルバムリリースに向け、録音を重ね始める。
2007年、1stアルバム『GO TO THE FUTURE』をリリースし、ビクターエンタテインメント傘下のBabeStar Labelより、メジャーデビューを果たす。また、これを機に草刈、岡崎、江島が正式メンバーとなる。5月には、J-WAVE『TOKYO REAL-EYES』のライブイベント「LIVE SUPERNOVA」に出演。その他、同年には「SUMMER SONIC」や「COUNTDOWN JAPAN 07/08」にも出演した。

### 2008年・2009年：キャリア初期
2008年、2ndアルバム『NIGHT FISHING』をリリース。夏には、当時の新人としては最多となる8本の大型野外フェスに出演した。また、12月には、バンド初のシングル「セントレイ」をリリース。
2009年には、3rdアルバム『シンシロ』をリリース。本アルバムより、ビクターのサブレーベルであったBabeStar Labelより、ビクターレーベルに移籍した。なお、本アルバムは、オリコンにおいてバンド初となるトップ10入りを記録した。

### 2010年 - 2013年：NHK紅白歌合戦初出場
2010年、2ndシングル「アルクアラウンド」、4thアルバム『kikUUiki』をリリース。両作とも、オリコン初登場3位を記録し、過去最高位を記録した。8月には、3rdシングル「アイデンティティ」をリリースし、10月8日、バンド初の日本武道館でのライブ「SAKANAQUARIUM 21.1 (B)」を開催。
2011年3月・7月には、4thシングル「ルーキー」、5thシングル「『バッハの旋律を夜に聴いたせいです。』」をそれぞれリリース。7月22日には、テレビ朝日系『ミュージックステーション』に初出演し「『バッハの旋律を夜に聴いたせいです。』」を披露した。本楽曲のミュージックビデオは「SPACE SHOWER MUSIC AWARDS」において「VIDEO OF THE YEAR」にも選出された。9月には、5thアルバム『DocumentaLy』をリリース。オリコンでは、過去最高となる週間2位を記録し、スペースシャワーTVの同月のV.I.P.にも選出された。
2012年5月30日、6thシングル「僕と花」をリリース。本楽曲は、関西テレビ制作・フジテレビ系ドラマ『37歳で医者になった僕 〜研修医純情物語〜』主題歌として起用された。なお、本楽曲がバンド初のドラマ主題歌となった。また、シングル恒例の既発曲リミックスとして、本シングルには「ルーキー」を石野卓球（電気グルーヴ）がリミックスした音源が収録された。
3ヶ月後の8月には、7thシングル「夜の踊り子」をリリース。本楽曲は、モード学園のCMソングとして起用されたほか、31日には『ミュージックステーション』に2度目の出演を果たし、本楽曲を披露した。
2013年1月23日、8thシングル「ミュージック」を自身初の「ワンコインシングル」としてリリース。本楽曲は、同年1月13日からスタートしたフジテレビ系連続ドラマ『dinner』主題歌に起用された。
3月13日には、6thアルバム『sakanaction』をリリース。本アルバムは、バンドとして初のオリコン初登場1位を記録し、その後開催されたライブ「SAKANAQUARIUM 2013 "sakanaction"」では、全国で8万人を動員。12月31日には、第64回NHK紅白歌合戦に初出場を果たし「ミュージック」を披露した。

### 2014年 - 2019年：シングル「新宝島」、アルバム『834.194』リリース
2014年1月15日、バンド初の両A面シングル「グッドバイ/ユリイカ」をリリース。「ユリイカ」は、映画『ジャッジ!』エンディングテーマとして起用された。10月29日には、両A面シングル「さよならはエモーション/蓮の花」をリリース。「さよならはエモーション」は、2013年に東進のCMソングとして、「蓮の花」は、映画『近キョリ恋愛』主題歌として起用された（同作のスピンオフドラマ『近キョリ恋愛〜Season Zero〜』でも、本楽曲が主題歌として使用された）。
2015年1月、草刈が第一子の妊娠を発表。草刈の体調を考慮し、同年10月までライブ活動を中断した。中断期間中である3月には、初期のアルバム3作のアナログ盤、およびスペシャルプライス盤を発売した。これは「リスナーと共に過去の作品を改めて再解釈し新たなバンドのストーリーを作り出す」というコンセプトのもと、リマスタリングを施したものである。3月18日には、アルバム全6作のハイレゾ配信がスタートした。また、6月11日には『サカナLOCKS!』内で、草刈が出産したことを発表。ならびに、2016年にかけての全国アリーナ・ホールツアーの開催も発表した。
7月3日、バンド主催のオーガナイズ・パーティー「NIGHT FISHING」を東京・恵比寿にて開催。8月5日には、シングルのカップリング曲や過去曲のリミックス音源を収録したアルバム『懐かしい月は新しい月 〜Coupling & Remix works〜』をリリース。
9月11日には、オーガナイズ・パーティー「NIGHT FISHING」の名称を新たに「NF」に改め「NF #01-launch party-」を開催。また、ビクターエンターテインメント内に自主レーベル・NF Recordsの立ち上げが発表された。本レーベルは、通常の音楽制作・販売だけにとどまらず、音楽・ファッション・アートといったカルチャー全般を融合した新しい音楽表現のあり方を追求する発信地を作りたいという思いから設立され、レーベルロゴは、クリエイティブ・ディレクターの田中裕介が手掛けた。
9月30日、11thシングル「新宝島」をリリース。本楽曲は、映画『バクマン。』主題歌として起用された。また、同作の劇伴も担当した。映画音楽を担当するのは、自身初となる。また、同作のために制作された楽曲は、初回限定盤のボーナスディスクにサウンドトラック『MOTION MUSIC OF BAKUMAN。』として収録されている。映画音楽は「第39回日本アカデミー賞」にて、最優秀音楽賞を受賞した。
また、本シングルは、自主レーベル設立後、1作目の作品となる。本楽曲のミュージックビデオは、再生回数が2億回を超えており「SPACE SHOWER MUSIC AWARDS」では「BEST CONCEPTUAL VIDEO（もっとも優れたコンセプトのミュージックビデオに授与される賞）」を受賞。
12月1日より、コニカミノルタプラネタリウムとのタイアップで、東京都・池袋にあるプラネタリウム「コニカミノルタプラネタリウム "満天" in Sunshine City」のリニューアル記念上映作品として「サカナクション グッドナイト・プラネタリウム」を上映。本作は、同会場の音響システムのためにサラウンド化したバンドの楽曲を再生し、光学式プラネタリウムで星空を投影するものとなった。作品のナレーションは、山口が担当した。
2016年2月11日に公開されたファッションブランド・miu miuのショートフィルムプロジェクト『女性たちの物語「SEED」』では、自身2度目となる劇伴を担当。5月19日より、サービス開始されたモバイル決済サービス・Origami Payのサウンドも担当した。7月17日には、自身初の野外レイブイベント「SAKANATRIBE NF CAMP in JOIN ALIVE」を開催。本イベントは、いわみざわ公園にて毎年開催されている野外フェス「JOIN ALIVE」の協力を仰ぎ、実現したもので、バンド自身も同フェスに17日に出演した後、同会場にて開催された。
同年、世界初の民間による月面ロボット探査レースに挑戦する日本唯一のチームを応援するプロジェクト「auxHAKUTO MOON CHALLENGE」のアンバサダーに就任。本プロジェクトには、音楽で参加し、応援ソングとして「moon」を書き下ろした。
10月19日には、12thシングル「多分、風。」をリリース。本楽曲は、資生堂の日焼け止めブランド「アネッサ」CMソングに起用された。11月16日には、バンドが主催してきたオーガナイズ・イベント「NF」の理念を発展させるため、株式会社NFを設立。代表取締役は、山口が務める。
2018年3月28日、ベスト・アルバム『魚図鑑』をリリース。2019年6月19日には、約6年ぶりとなるオリジナル・アルバム『834.194』をリリース。8月21日には、本アルバムからのリカットシングル「忘れられないの/モス」をリリース。本シングルは、自身初となる8センチCDでの発売となった。

### 2020年 - 2024年：コロナ禍での制作と山口の休養
2020年5月に開催予定であったホールツアー「SAKANAQUARIUM 2020 "834.194 光"」の追加公演「SAKANAQUARIUM 2020 "834.194 光" SPEAKER +」の全公演が、新型コロナウイルス感染症の感染拡大防止のため、中止となった。追加公演という括りではあるものの、全公演が中止となったのは、これが自身初である。
9月18日より、バンド初の地上波冠特番『"シュガー&シュガー" サカナクションの音楽実験番組』のレギュラー放送が、NHK教育テレビジョンにて開始された。
2021年10月22日、コロナ禍における経験をコンセプトとした二部構成の音楽プロジェクト「アダプト」と「アプライ」の始動が発表された。第一章となる「アダプト」プロジェクトは、同年11月のオンラインライブを皮切りに、アリーナツアーが続けて開催され、2022年3月30日には、コンセプト・アルバム『アダプト』がリリースされた。
2022年6月14日より、ホールツアー「SAKANAQUARIUM アダプト NAKED」が、新たに開催することが予定されていたが、ツアー開始を目前に控えた時期から、山口が体調を大きく崩したことや岩寺の私生活での問題が明るみになった影響で、リハーサルを充分に行えなくなったことなどを理由として、6月中の4公演を延期することが、同月2日に発表された。
7月1日、体調が回復しない状態が続いていた山口が、一定期間の休養を取ることを明らかにし、7月中の公演の延期や出演を予定していたイベントの出演辞退を発表した。その後は、山口の体調の様子を見るために「SAKANAQUARIUM アダプト NAKED」の公演のうち、9月から10月にかけて開催予定であった分もさらに延期としたが、最終的に本ツアーは、全公演の中止が発表された。また、この時期にバンドとしての出演が予定されていた幾つかのイベントでは、山口以外のメンバーによるパフォーマンスが行われた。
2023年9月6日、2019年から2023年にかけて断続的に行われた既発曲のリアレンジや、他ミュージシャンによるリミックス曲を収録した『懐かしい月は新しい月 Vol. 2 〜Rearrange & Remix works〜』がリリースされた。
10月より、2020年の「NF OFFLINE」以来となる山口によるソロでのホールツアー「懐かしい月は新しい月 "蜃気楼"」をスタート。2024年1月14日に東京ガーデンシアターにて開催されたファイナル公演において、他のメンバー4人がサプライズで登場し「新宝島」を演奏した後、2024年からの活動再開と、4月よりアリーナツアー「SAKANAQUARIUM2024 "turn"」を開催することが発表され、3月18日には、横浜・ぴあアリーナMMでの追加公演の開催が発表された。

### 2025年：復活
1月25日より、ホールツアー「SAKANAQUARIUM 2025 "怪獣"」をスタート。バンドの全国ホールツアーとしては、2020年に開催された「SAKANAQUARIUM 2020 "834.194 光"」以来、約5年ぶりとなる本ツアーは、全17会場で34公演開催される。
2月20日、バンドとして約3年ぶりとなる新曲「怪獣」をリリース。本楽曲は、2024年10月より放送開始されたアニメ『チ。 ―地球の運動について―』（NHK総合）オープニングテーマに起用された。自身初のアニメ主題歌であり、オリコン週間デジタルシングルランキングにて、自身初となる1位を獲得。
4月25日には、草刈がソロ名義での1stアルバム『Garden Studies』をリリース。

## ディスコグラフィ

### オリジナル・アルバム
1. GO TO THE FUTURE（2007年5月9日）
2. NIGHT FISHING（2008年1月23日）
3. シンシロ（2009年1月21日）
4. kikUUiki（2010年3月17日）
5. DocumentaLy（2011年9月28日）
6. sakanaction（2013年3月13日）
7. 834.194（2019年6月19日）

### その他アルバム
1. 「NIGHT FISHING IS GOOD」TOUR 2008 in SAPPORO（2008年8月6日、配信アルバム）
2. REMIXion（2008年10月15日、配信アルバム）
3. “FISH ALIVE”30min., 1 sequence by 6 songs SAKANAQUARIUM 2009@SAPPORO（2009年7月15日、配信アルバム）
4. SAKANAQUARIUM2012"ZEPP ALIVE"（2012年11月14日、配信アルバム）
5. 懐かしい月は新しい月 〜Coupling & Remix works〜（2015年8月5日）
6. MOTION MUSIC OF BAKUMAN。（2015年9月30日）
7. 魚図鑑（2018年3月28日）
8. Rearrange Package（2021年3月）
9. アダプト（2022年3月30日）
10. 懐かしい月は新しい月 Vol. 2 〜Rearrange & Remix works〜（2023年9月6日）

### マキシ・シングル
1. セントレイ（2008年12月10日）
2. アルクアラウンド（2010年1月13日）
3. アイデンティティ（2010年8月4日）
4. ルーキー（2011年3月16日）
5. 『バッハの旋律を夜に聴いたせいです。』（2011年7月20日）
6. 僕と花（2012年5月30日）
7. 夜の踊り子（2012年8月29日）
8. ミュージック（2013年1月13日）
9. グッドバイ/ユリイカ（2014年1月15日）
10. さよならはエモーション/蓮の花（2014年10月29日）
11. 新宝島（2015年9月30日）
12. 多分、風。（2016年10月19日）
13. 忘れられないの/モス（2019年8月21日）

### EP
1. INORI EP（2013年6月26日）

### 映像作品
1. SAKANAQUARIUM 2010 (B)(C)(D)（2011年2月2日）
2. SAKANARCHIVE 2007-2011 ～サカナクション ミュージックビデオ集～（2011年12月14日）
3. SAKANAQUARIUM 2011 DocumentaLy -LIVE at MAKUHARI MESSE-（2012年3月28日）
4. SAKANAQUARIUM 2013 sakanaction -LIVE at MAKUHARI MESSE 2013.5.19-（2013年11月13日）
5. SAKANATRIBE 2014 -LIVE at TOKYO DOME CITY HALL-（2014年7月30日）
6. SAKANAQUARIUM2015-2016 "NF Records launch tour" -LIVE at NIPPON BUDOKAN 2015.10.27-（2016年5月25日）
7. SAKANAQUARIUM2017 10th ANNIVERSARY Arena Session 6.1ch Sound Around（2018年7月25日）
8. SAKANAQUARIUM 2019 "834.194" 6.1ch Sound Around Arena Session -LIVE at PORTMESSE NAGOYA 2019.06.14-（2022年1月15日）
9. SAKANAQUARIUM 光 ONLINE（2021年3月17日）
10. SAKANAQUARIUM アダプト ONLINE（2023年2月22日）
11. 懐かしい月は新しい月 "蜃気楼"（2024年9月8日）
12. SAKANAQUARIUM2024 "turn"（2025年3月26日）

## タイアップ
既に制作された後に起用された楽曲と、劇伴を除くタイトルの存在する書き下ろし楽曲に限る。その他のBGM提供などは、サカナクションのディスコグラフィ#参加作品を参照。
|  | ラジオ |  | テレビ |  | CM |  | 映画 |  | 企画 | 背景色の詳細な凡例 |

| No.  | 使用楽曲                                             | 媒体         | 放送局・配給元・企業       | タイアップ企画                                                                                  | 備考・出典                              |
| ---- | ---------------------------------------------------- | ------------ | -------------------------- | ----------------------------------------------------------------------------------------------- | --------------------------------------- |
| 000  | z                                                    | z            | z                          | 2008年（平成20年）                                                                              | ■ ↓                                     |
| 01   | サンプル                                             | テレビ       | 毎日放送                   | 『MUSIC EDGE + Osaka Style』オープニングテーマ（2008年1月・2月）                                | [ 広報 6 ]                              |
| 02   | ワード                                               | ラジオ       | NHK-FM                     | 『ミュージック・スクエア』エンディングテーマ（2008年2月・3月）                                  | [ 57 ]                                  |
| 03   | セントレイ                                           | テレビ       | 富山テレビ                 | 『bbt music selection』オープニングテーマ（2008年12月度）                                       | [ 広報 7 ]                              |
| 04   | セントレイ                                           | ラジオ       | KBCラジオ                  | 『KBCラジオ カットラ!』エンディングテーマ（2008年12月度）                                       | [ 広報 7 ]                              |
| 05   | セントレイ                                           | テレビ       | 九州朝日放送               | 『V3』オープニングテーマ（2008年12月度）                                                        | [ 広報 7 ]                              |
| 06   | サンプル                                             | テレビ       | 千葉テレビ                 | 『MUSIC 03』エンディングテーマ                                                                  | [ 58 ]                                  |
| 06   | z                                                    | z            | z                          | 2009年（平成21年）                                                                              | ↑ ↓                                     |
| 07   | ネイティブダンサー                                   | テレビ       | 読売テレビ                 | 『Music&Entertainment ガチカメ7』オープニングテーマ（4月 - 6月度）                              |                                         |
| 08   | 白波トップウォーター                                 | テレビ       | 読売テレビ                 | 『Music&Entertainment ガチカメ7』オープニングテーマ（7月 - 9月度）                              |                                         |
| 09   | アルクアラウンド                                     | CM           | アルペン                   | 「kissmark」CMソング                                                                            | [ 59 ]                                  |
| 09   | z                                                    | z            | z                          | 2010年（平成22年）                                                                              | ↑ ↓                                     |
| 10   | ネイティブダンサー                                   | 報道         | 北海道文化放送             | 『UHBスーパーニュース』2010年度年間企画「キボウノシズク」テーマソング                           |                                         |
| 11   | アルクアラウンド                                     | テレビ       | 北海道テレビ放送           | 『NO MATTER BOARD』エンディングテーマ（2010年1月度）                                            | [ 広報 8 ]                              |
| 12   | アルクアラウンド                                     | テレビ       | テレビユー福島             | 『MUSIC BARパロパロ』エンディングテーマ（2010年1月度）                                          | [ 広報 8 ]                              |
| 13   | アルクアラウンド                                     | テレビ       | 石川テレビ                 | 『MUSIC ROOM☆N-18』エンディングテーマ（2010年1月度）                                            | [ 広報 8 ]                              |
| 14   | アルクアラウンド                                     | テレビ       | 三重テレビ放送             | 『エムテレメッセ』エンディングテーマ（2010年1月11日 - 15日）                                    | [ 広報 8 ]                              |
| 15   | アイデンティティ                                     | CM           | 東進ハイスクール           | 東進「340万人の高校生へ」篇 CMソング                                                            | [ 60 ]                                  |
| 15   | z                                                    | z            | z                          | 2011年（平成23年）                                                                              | ↑ ↓                                     |
| 16   | ルーキー                                             | CM           | 東進ハイスクール           | 東進「未来のリーダーたち」篇 CMソング                                                           | [ 61 ]                                  |
| 17   | 『バッハの旋律を夜に聴いたせいです。』               | CM           | 東進ハイスクール           | 東進「16歳の転機」篇 CMソング                                                                   | [ 61 ]                                  |
| 17   | z                                                    | z            | z                          | 2012年（平成24年）                                                                              | ↑ ↓                                     |
| 18   | 僕と花                                               | ドラマ       | 関西テレビ系               | テレビドラマ『37歳で医者になった僕 〜研修医純情物語〜』主題歌                                   | [ 62 ]                                  |
| 19   | 夜の踊り子                                           | CM           | モード学園                 | モード学園「鍛える!」篇 CMソング                                                                | [ 63 ] [ 64 ]                           |
| 20   | ミュージック                                         | ドラマ       | フジテレビ系列             | テレビドラマ『dinner』主題歌                                                                    | [ 65 ]                                  |
| 20   | z                                                    | z            | z                          | 2013年（平成25年）                                                                              | ↑ ↓                                     |
| 21   | Aoi                                                  | テレビ       | NHK                        | 2013年度 サッカーテーマ                                                                         | [ 66 ]                                  |
| 22   | さよならはエモーション                               | CM           | 東進                       | 東進「2013全国統一高校生テスト 全国統一中学生テスト」篇 CMソング                                | [ 61 ]                                  |
| 23   | アイデンティティ                                     | 映画         | 松竹                       | 映画『ジャッジ!』主題歌                                                                         | [ 67 ] [ 68 ]                           |
| 23   | z                                                    | z            | z                          | 2014年（平成26年）                                                                              | ↑ ↓                                     |
| 24   | ユリイカ                                             | 映画         | 松竹                       | 映画『ジャッジ!』エンディングテーマ                                                             | [ 67 ] [ 68 ]                           |
| 25   | 蓮の花                                               | 映画         | 東宝                       | 映画『近キョリ恋愛』主題歌                                                                      | [ 注釈 2 ] [ 69 ]                       |
| 26   | 蓮の花                                               | ドラマ       | 日本テレビ系列             | テレビドラマ『近キョリ恋愛 〜Season Zero〜』主題歌                                              | [ 注釈 2 ] [ 69 ]                       |
| 26.1 | z                                                    | z            | z                          | 2015年（平成27年）                                                                              | ↑ ↓                                     |
| 27   | グッドバイ (NEXT WORLD REMIX)                        | テレビ       | NHK                        | 『NHKスペシャル NEXT WORLD 私たちの未来』テーマ曲                                               | [ 70 ]                                  |
| 28   | 新宝島                                               | 映画         | 東宝映画                   | 映画『バクマン。』主題歌                                                                        | [ 71 ] [ 27 ]                           |
| 28.1 | z                                                    | z            | z                          | 2016年（平成28年）                                                                              | ↑ ↓                                     |
| 29   | アルクアラウンド                                     | テレビ       | CBCテレビ                  | プロ野球中継番組『燃えよドラゴンズ』テーマソング（2016年・2017年度）                            | [ 72 ] [ 73 ] [ 74 ]                    |
| 30   | 多分、風。                                           | CM           | 資生堂                     | 「ANESSA」CMソング                                                                              | [ 75 ]                                  |
| 31   | moon                                                 | 企画         | KDDI                       | 「au x HAKUTO MOON CHALLENGE」応援ソング                                                        | [ 76 ] [ 77 ]                           |
| 31.1 | z                                                    | z            | z                          | 2017年（平成29年）                                                                              | ↑ ↓                                     |
| 32   | 「聴きたかったダンスミュージック、リキッドルームに」 | 企画         | ボッテガ・ヴェネタ         | 「MIDNIGHT DAYDREAM」テーマソング                                                               | [ 78 ]                                  |
| 33   | SORATO                                               | 企画         | KDDI                       | 「au x HAKUTO MOON CHALLENGE」応援ソング                                                        | [ 79 ] [ 80 ]                           |
| 33.1 | z                                                    | z            | z                          | 2018年（平成30年）                                                                              | ↑ ↓                                     |
| 34   | 陽炎 - movie version -                               | 映画         | 松竹                       | 映画『曇天に笑う』主題歌                                                                        | [ 注釈 3 ] [ SOL 2 ] [ 81 ] [ 82 ]      |
| 35   | years                                                | CM           | Honda                      | 「インサイト」CMソング                                                                          | [ 83 ]                                  |
| 35.1 | z                                                    | z            | z                          | 2019年（平成31年/令和元年）                                                                     | ↑ ↓                                     |
| 36   | moon                                                 | テレビ       | NHK                        | 『NHKスペシャル 東京ミラクル』主題歌                                                            | [ 84 ]                                  |
| 37   | ナイロンの糸                                         | CM           | 大塚製薬                   | カロリーメイト「考えつづける人」篇 TVCMソング                                                   | [ 85 ] [ 広報 9 ]                       |
| 38   | 忘れられないの                                       | CM           | ソフトバンク               | music project 「速度制限マン」篇 CMソング                                                       | [ 広報 10 ] [ 86 ] [ 87 ] [ 88 ] [ 89 ] |
| 39   | 新宝島                                               | テレビ       | 日本テレビ系列             | 「ゴールデンまなびウィーク」キャンペーンソング（2019年度・2020年度）                            | [ 90 ] [ 91 ]                           |
| 40   | ワンダーランド                                       | 報道         | JNN                        | 『news23』オープニングテーマ（2019年6月 - 2021年8月）                                           | [ 92 ] [ SOL 3 ] [ 93 ]                 |
| 41   | モス                                                 | ドラマ       | フジテレビ系列             | 木曜劇場『ルパンの娘』主題歌（シーズン1・2）                                                    | [ 94 ] [ 95 ] [ 96 ]                    |
| 42   | アルクアラウンド                                     | 配信         | AbemaTV                    | ABEMA『オオカミちゃんには騙されない』 主題歌                                                    | [ 97 ]                                  |
| 43   | グッドバイ                                           | CM           | スクウェア・エニックス     | ファイナルファンタジー ブレイブエクスヴィアス 「ゲームは感情でできている」オムニバス篇 CMソング | [ 98 ]                                  |
| 44   | ナイロンの糸                                         | CM           | 花王香港                   | Essential Purify TVCMソング                                                                     | [ 99 ] [ 広報 11 ]                      |
| 44.1 | z                                                    | z            | z                          | 2020年（令和2年）                                                                               | ↑ ↓                                     |
| 45   | 新宝島                                               | CM           | ソフトバンク               | SoftBank 5G 5Gってドラえもん？シリーズ CMソング                                                 | [ 広報 12 ]                             |
| 46   | ナイロンの糸                                         | CM           | 大塚製薬                   | カロリーメイト「考えつづける液体」篇 TVCMソング                                                 | [ 広報 13 ]                             |
| 47   | 月の椀                                               | CM           | トヨタ自動車               | 「ヤリスクロス」CMソング                                                                        | [ 100 ]                                 |
| 47.1 | z                                                    | z            | z                          | 2021年（令和3年）                                                                               | ↑ ↓                                     |
| 48   | プラトー                                             | CM           | 参天製薬                   | サンテFX「そうだ、その目だ」篇 CMソング                                                         | [ 101 ]                                 |
| 49   | ショック!                                            | 映画         | 東映                       | 映画『劇場版 ルパンの娘』主題歌                                                                 | [ 102 ] [ 103 ] [ 104 ]                 |
| 49.1 | z                                                    | z            | z                          | 2022年（令和4年）                                                                               | ↑ ↓                                     |
| 50   | 多分、風。                                           | 企画         | 北海道マラソン組織委員会   | 北海道マラソン 2022年テーマソング                                                               | [ 105 ] [ 106 ]                         |
| 51   | プラトー                                             | CM           | 参天製薬                   | サンテFX「そうだ、その目だ」走破篇・前進篇 CMソング                                             | [ 107 ] [ 広報 14 ]                     |
| 52   | 新宝島                                               | CM           | ByteDance                  | TikTok「もっと世界を好きになる。」篇 CMソング                                                   | [ 108 ] [ 広報 15 ]                     |
| 49.1 | z                                                    | z            | z                          | 2023年（令和5年）                                                                               | ↑ ↓                                     |
| 53   | フレンドリー                                         | ドラマ       | フジテレビ（関東ローカル） | テレビドラマ『心霊内科医 稲生知性』主題歌                                                       | [ 109 ]                                 |
| 54   | Aoi                                                  | 企画         | 北海道マラソン組織委員会   | 北海道マラソン 2023年テーマソング                                                               | [ 110 ] [ 111 ]                         |
| 55   | プラトー                                             | CM           | 参天製薬                   | サンテFX「そうだ、その目だ」伴奏篇 CMソング                                                     | [ 112 ]                                 |
| 56   | ネイティブダンサー                                   | 企画         | SCRAP                      | リアル脱出ゲーム「魔法料理アカデミー卒業試験からの脱出」テーマ曲                                | [ 113 ] [ 114 ]                         |
| 57   | 新宝島                                               | CM           | ByteDance                  | TikTok「検索したら、私が変わった。動画クリエイション」篇 CMソング                               | [ 115 ] [ 広報 15 ]                     |
| 58   | エウリュノメー                                       | プロジェクト | トヨタ自動車               | 「YARIS DIRECTORSCUT」素材楽曲                                                                  | [ 116 ]                                 |
| 49.1 | z                                                    | z            | z                          | 2024年（令和6年）                                                                               | ↑ ■                                     |
| 59   | 新宝島                                               | 企画         | 北海道マラソン組織委員会   | 北海道マラソン 2024年テーマソング                                                               | [ 117 ] [ 118 ]                         |
| 60   | 怪獣                                                 | アニメ       | NHK                        | テレビアニメ『チ。-地球の運動について-』オープニング主題歌                                      | [ 119 ] [ 120 ]                         |
| A    | 999999                                               | y            | A                          | 一覧データはここまで。 以下はソート時用の種別見出し。                                           | A                                       |
| z    | 『GO TO THE FUTURE』                                 | z            | z                          | ん                                                                                              | ■ ↓                                     |
| z    | 『NIGHT FISHING』                                    | z            | z                          | ん                                                                                              | ↑ ↓                                     |
| z    | 『シンシロ』                                         | z            | z                          | ん                                                                                              | ↑ ↓                                     |
| z    | 『kikUUiki』                                         | z            | z                          | ん                                                                                              | ↑ ↓                                     |
| z    | 『DocumentaLy』                                      | z            | z                          | ん                                                                                              | ↑ ↓                                     |
| z    | 『sakanaction』                                      | z            | z                          | ん                                                                                              | ↑ ↓                                     |
| z    | 『834.194』など                                      | z            | z                          | ん                                                                                              | ↑ ↓                                     |
| z    | 『アダプト』                                         | z            | z                          | ん                                                                                              | ↑ ■                                     |
| z    | 999999                                               | ラジオ       | z                          | ん                                                                                              | ■ ↓                                     |
| z    | 999999                                               | テレビ       | z                          | ん                                                                                              | ↑ ↓                                     |
| z    | 999999                                               | CM           | z                          | ん                                                                                              | ↑ ↓                                     |
| z    | 999999                                               | 映画         | z                          | ん                                                                                              | ↑ ↓                                     |
| z    | 999999                                               | 企画         | z                          | ん                                                                                              | ↑ ■                                     |

タイアップ一覧の凡例
No.
タイアップの発表、および開始時期に基づいた通し番号。他欄でのソート結果をデフォルトの順番へと戻すのに使用。基本的には、タイアップの情報が解禁された日時に従うものとする。開始をもって発表とする場合は、その日を通し番号に対応させる。
使用楽曲
タイアップに使用された楽曲のタイトル。ソートはリリース順とする。
媒体
タイアップの案件の種別を以下の形で分類する。ソートもこの順に従う。
| No.欄の色  | 表中表記   | 説明                     | 数    | 補足                                                 |
| ラジオ     | ラジオ     | ラジオ                   | 計 2  |                                                      |
|            | ラジオ     | ラジオ番組               | 2     |                                                      |
| テレビ番組 | テレビ番組 | テレビ番組               | 計 23 |                                                      |
|            | テレビ     | テレビ番組               | 15    |                                                      |
|            | 報道       | 報道番組                 | 2     |                                                      |
|            | ドラマ     | テレビドラマ             | 4     |                                                      |
|            | 配信       | インターネットテレビ番組 | 1     |                                                      |
|            | アニメ     | テレビアニメ             | 1     |                                                      |
| CM         | CM         | CM                       | 計 20 |                                                      |
|            | CM         | CM                       | 20    |                                                      |
| 映画       | 映画       | 映画                     | 計 6  |                                                      |
|            | 映画       | 劇場公開映画             | 6     | 一つの作品に複数曲起用された場合は曲の数だけ計上する |
| 企画       | 企画       | 企画                     | 計 7  |                                                      |
|            | 企画       | 企画・プロジェクト       | 7     |                                                      |

放送局・配給元・企業
タイアップを行った番組・作品・商品・企画の制作団体を、映画については配給をここで説明する。ソートは、都道府県コードの番号に従った都道府県順で、海外の企業については、国内企業の後に表示する。
タイアップ企画
タイアップを行った番組・作品・商品・企画の名称。ソートは50音順。

## 受賞歴
| 年     | 対象                                                                | 賞                                                      |
| ------ | ------------------------------------------------------------------- | ------------------------------------------------------- |
| 2010年 | シンシロ                                                            | 第2回CDショップ大賞2010 入賞作品                        |
| 2011年 | kikUUiki                                                            | 第3回CDショップ大賞2011 入賞作品                        |
| 2011年 | アルクアラウンド                                                    | SPACE SHOWER MUSIC AWARDS 2011「VIDEO OF THE YEAR」     |
| 2012年 | DocumentaLy                                                         | 第4回CDショップ大賞2012 入賞作品                        |
| 2012年 | 『バッハの旋律を夜に聴いたせいです。』                              | SPACE SHOWER MUSIC AWARDS 2012「VIDEO OF THE YEAR」     |
| 2013年 | サカナクション                                                      | SPACE SHOWER MUSIC AWARDS 2013「ARTIST OF THE YEAR」    |
| 2013年 | sakanaction                                                         | 第55回日本レコード大賞「優秀アルバム賞」                |
| 2014年 | sakanaction                                                         | 第6回CDショップ大賞2014 入賞作品                        |
| 2016年 | 新宝島                                                              | SPACE SHOWER MUSIC AWARDS 2016「BEST CONCEPTUAL VIDEO」 |
| 2018年 | サカナクション                                                      | SPACE SHOWER MUSIC AWARDS 2018「BEST LIVE PRODUCTION」  |
| 2019年 | SAKANAQUARIUM2017 11th ANNIVERSARY Arena Session 6.1ch Sound Around | 第11回CDショップ大賞2019「ライヴ作品賞」                |
| 2019年 | 忘れられないの                                                      | MTV VMAJ 2019「最優秀ダンスビデオ賞／Best Dance Video」 |
| 2020年 | 834.194                                                             | 第12回CDショップ大賞2020 入賞作品                       |
| 2020年 | サカナクション                                                      | SPACE SHOWER MUSIC AWARDS 2020「BEST LIVE PRODUCTION」  |
| 2020年 | 忘れられないの                                                      | SPACE SHOWER MUSIC AWARDS 2020「BEST CONCEPTUAL VIDEO」 |

## ライブ

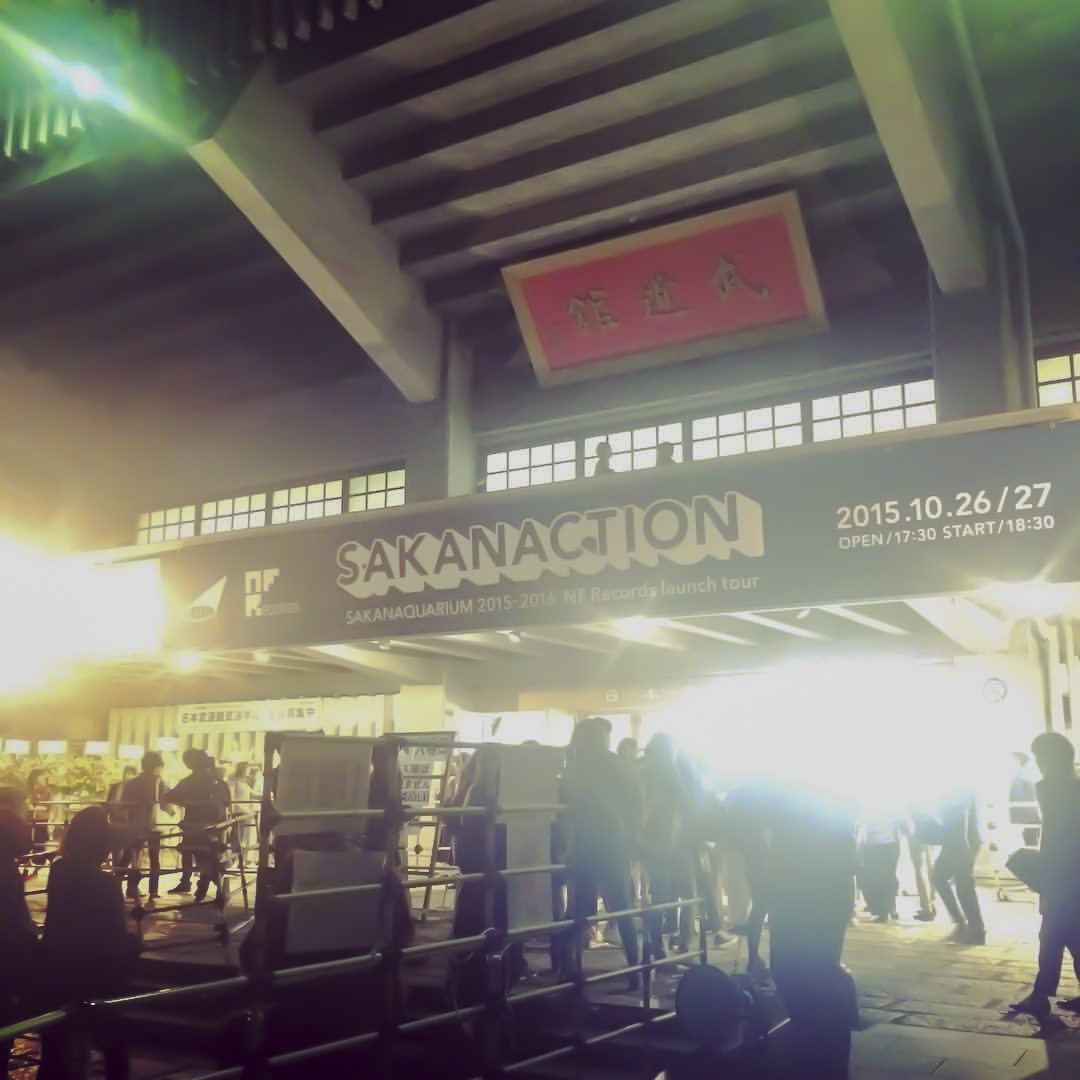
ライブツアー「SAKANAQUARIUM 2015-2016 "NF Records launch tour"」日本武道館公演にて（2015年10月26日）

### オンラインライブ
| 開催日               | タイトル                      | 配信会場                   |
| -------------------- | ----------------------------- | -------------------------- |
| 2020年8月15日・16日  | SAKANAQUARIUM 光 ONLINE       | シミズオクト 千葉スタジオ  |
| 2021年11月20日・21日 | SAKANAQUARIUM アダプト ONLINE | 群馬コンベンションセンター |
| 2022年5月7日 - 9日   | 15.0                          | 青葉台スタジオ             |

### 主催・出演イベント
| 開催日         | 開催地                          | 形態          | イベント                                                                                 | 備考・出典                                                       |
| -------------- | ------------------------------- | ------------- | ---------------------------------------------------------------------------------------- | ---------------------------------------------------------------- |
| z              | z                               | ん            | 2005年（平成17年）                                                                       | ■ ↓                                                              |
| 2005年7月31日  | 北海道                          | イベント      | absolute music! Vol.6                                                                    | [ 121 ]                                                          |
| 2005年10月23日 | 北海道                          | イベント      | VISUAL MUSIC SET                                                                         | sleepy.abとの合同企画                                            |
| z              | z                               | ん            | 2006年（平成18年）                                                                       | ↑ ↓                                                              |
| 2006年8月18日  | 北海道                          | フェス        | RISING SUN ROCK FESTIVAL 2006 in EZO                                                     | [ 広報 6 ]                                                       |
| z開催日        | z開催地                         | z形態         | 2007年（平成19年）                                                                       | ↑ ↓                                                              |
| 2007年4月28日  | 東京都                          | イベント      | 夢チカLIVE VOL.28                                                                        |                                                                  |
| 2007年8月11日  | 大阪府                          | フェス        | SUMMER SONIC 2007 OSAKA                                                                  |                                                                  |
| 2007年10月27日 | 大阪府                          | イベント      | MINAMI WHEEL 2007 EXTRA～High-UNDERGROUND～                                              |                                                                  |
| 2007年12月8日  | 東京都                          | イベント      | スペースシャワー列伝 第70巻 ～音袋（ネブクロ）の宴～                                     |                                                                  |
| 2007年12月30日 | 千葉県                          | イベント      | COUNTDOWN JAPAN 07/08                                                                    |                                                                  |
| 2007年12月31日 | 渋谷 CLUB QUATTRO               | イベント      | VINTAGE×DI:GA 2008                                                                       | [ 123 ] [ 124 ]                                                  |
| z              | z                               | ん            | 2008年（平成20年）                                                                       | ↑ ↓                                                              |
| 2008年4月11日  | 京都府                          | ワンマン      | UNCHAIN 「rapture TOUR 2008」                                                            | [ 125 ]                                                          |
| 2008年4月13日  | 兵庫県                          | ワンマン      | UNCHAIN 「rapture TOUR 2008」                                                            | [ 125 ]                                                          |
| 2008年7月17日  | 渋谷 CLUB QUATTRO               | イベント      | VINTAGE ROCK [Re:porter] presents On the Ride 0717                                       | [ 126 ]                                                          |
| 2008年7月26日  | 国営備北丘陵公園                | フェス        | SETSTOCK'08                                                                              | [ 127 ]                                                          |
| 2008年7月27日  | 国営海の中道海浜公園            | フェス        | HIGHER GROUND 2008                                                                       | [ 128 ]                                                          |
| 2008年8月9日   | 幕張メッセ                      | フェス        | SUMMER SONIC 2008 TOKYO                                                                  | [ 128 ]                                                          |
| 2008年8月10日  | 舞洲スポーツアイランド          | フェス        | SUMMER SONIC 2008 OSAKA                                                                  | [ 128 ]                                                          |
| 2008年8月16日  | 石狩湾新港                      | フェス        | RISING SUN ROCK FESTIVAL 2008 in EZO                                                     | [ 128 ]                                                          |
| 2008年8月29日  | DIAMOND HALL                    | フェス        | FM AICHI presents Re:mix 2008                                                            | [ 129 ]                                                          |
| 2008年8月30日  | 山中湖交流プラザ きらら         | フェス        | SWEET LOVE SHOWER 2008                                                                   | [ 128 ]                                                          |
| 2008年8月31日  | 泉大津フェニックス              | フェス        | RUSH BALL 2008                                                                           | [ 128 ]                                                          |
| 2008年10月26日 | SHIBUYA-AX                      | フェス        | スペースシャワー列伝 第73巻 ～列伝 BIG 08～                                              | [ 130 ]                                                          |
| 2008年10月31日 | なんばHatch                     | イベント      | MINAMI WHEEL 2008 EXTRA -MIDNIGHT STRANGER -                                             |                                                                  |
| 2008年11月1日  | 大阪 BIG CAT                    | イベント      | MINAMI WHEEL 2008                                                                        | [ 131 ]                                                          |
| 2008年11月23日 | 心斎橋CLUB QUATTRO              | イベント      | NORTHERN EDGE TOUR'08                                                                    | [ 132 ]                                                          |
| 2008年11月25日 | 名古屋CLUB QUATTRO              | イベント      | NORTHERN EDGE TOUR'08                                                                    | [ 132 ]                                                          |
| 2008年11月30日 | LIQUIDROOM                      | イベント      | NORTHERN EDGE TOUR'08                                                                    | [ 132 ]                                                          |
| 2008年12月29日 | 幕張メッセ                      | フェス        | COUNTDOWN JAPAN 08/09                                                                    | [ 133 ]                                                          |
| 2008年12月31日 | インテックス大阪                | フェス        | COUNTDOWN JAPAN 08/09 -WEST-                                                             | [ 134 ]                                                          |
| z              | z                               | ん            | 2009年（平成21年）                                                                       | ↑ ↓                                                              |
| 2009年1月17日  | フジテレビ V4スタジオ           | イベント      | FACTORY LIVE 0117                                                                        | [ 135 ] [ 136 ]                                                  |
| 2009年1月23日  | LIQUIDROOM                      | イベント      | 新年会de ROCK！                                                                          | [ 137 ]                                                          |
| 2009年3月10日  | 名古屋 CLUB UPSET               | イベント      | “ROCK THE MIX” Release Party Tour                                                        | [ 138 ]                                                          |
| 2009年4月29日  | HIPSHOT JAPAN                   | 対バン        | Base Ball Bear LIVE MATHEMATICS TOUR 09                                                  | [ 139 ] [ 140 ]                                                  |
| 2009年4月30日  | 水戸ライトハウス                | 対バン        | Base Ball Bear LIVE MATHEMATICS TOUR 09                                                  | [ 139 ] [ 140 ]                                                  |
| 2009年5月2日   | 恵比寿The Garden Hall           | イベント      | 〈point presents enjoy?〉                                                                | [ 141 ]                                                          |
| 2009年5月7日   | 甲府KAZOO HALL                  | 対バン        | Base Ball Bear LIVE MATHEMATICS TOUR 09                                                  | [ 139 ] [ 140 ]                                                  |
| 2009年5月17日  | 大阪城野外音楽堂                | フェス        | FM802 STILL20 ＆ SPACE SHOWER TV 20th Anniversary presents SWEET LOVE SHOWER 2009 SPRING | [ 142 ]                                                          |
| 2009年5月30日  | 福岡DRUM LOGOS                  | ツーマン      | サカナクション×NICO Touches the Walls                                                    | メインアクト(後攻)                                               |
| 2009年5月31日  | 鹿児島CAPARVO HALL              | ツーマン      | サカナクション×NICO Touches the Walls                                                    | メインアクト(先攻)                                               |
| 2009年6月13日  | STUDIO COAST                    | イベント      | version21.1                                                                              | [ 143 ] [ 144 ] [ 145 ]                                          |
| 2009年7月14日  | Zepp Tokyo                      | イベント      | J-WAVE PLATOn LIVE                                                                       | [ 146 ]                                                          |
| 2009年7月17日  | 名村造船所跡地                  | イベント      | Neutral Nation 2009                                                                      | [ 147 ]                                                          |
| 2009年7月20日  | 横浜アリーナ                    | フェス        | ASIAN KUNG-FU GENERATION presents NANO-MUGEN FES. 2009                                   | [ 148 ]                                                          |
| 2009年7月25日  | 国営備北丘陵公園                | フェス        | SETSTOCK'09                                                                              | [ 149 ]                                                          |
| 2009年8月1日   | 国営ひたち海浜公園              | フェス        | ROCK IN JAPAN FESTIVAL 2009                                                              | [ 150 ]                                                          |
| 2009年8月15日  | 石狩湾新港                      | フェス        | RISING SUN ROCK FESTIVAL 2009 in EZO                                                     | [ 151 ]                                                          |
| 2009年8月22日  | Zepp Fukuoka                    | イベント      | Rockだぜ！ 2009                                                                          | [ 152 ]                                                          |
| 2009年8月28日  | 山中湖交流プラザ きらら         | フェス        | SWEET LOVE SHOWER 2009                                                                   | [ 153 ]                                                          |
| 2009年8月29日  | CLUB DIAMOND HALL               | イベント      | Re:mix 2009                                                                              | [ 154 ]                                                          |
| 2009年8月30日  | 泉大津フェニックス              | フェス        | RUSH BALL 2009                                                                           | [ 155 ]                                                          |
| 2009年9月12日  | Zepp Sapporo                    | イベント      | SCHOOL OF LOCK! LIVE TOUR YOUNG FLAG 09                                                  | [ SOL 4 ]                                                        |
| 2009年10月10日 | 韓国 臨津閣平和ヌリ公園         | フェス        | GENTRA X SSAMZIE SOUND FESTIVAL 11th                                                     | 初の海外公演であり本イベント唯一の海外アーティストとして参加した |
| 2009年10月31日 | 名古屋芸術大学 西キャンパス     | 学園祭        | 名古屋芸術大学 芸大祭                                                                    | [ 広報 16 ]                                                      |
| 2009年11月10日 | SHIBUYA-AX                      | イベント      | WOWOW「MUSIC LTD.」公開ライブ収録                                                        | [ 159 ]                                                          |
| 2009年12月6日  | STUDIO COAST                    | イベント      | NEXUS@OSAKA "NO GIRL,NO BASSIST" ～女性ベーシストバンドのNEXUS～                         | [ 160 ]                                                          |
| 2009年12月29日 | インテックス大阪                | フェス        | FM802 ROCK FESTIVAL RADIO CRAZY 2009                                                     | [ 161 ]                                                          |
| 2009年12月30日 | 幕張メッセ                      | フェス        | COUNTDOWN JAPAN 09/10                                                                    | [ 162 ] [ 163 ]                                                  |
| 2009年12月31日 | 渋谷 CLUB QUATTRO               | イベント      | VINTAGE × DI:GA 2010 presented by DISK GARAGE 30th Anniversary                           | [ 164 ]                                                          |
| z開催日        | z開催地                         | z形態         | 2010年（平成22年）                                                                       | ↑ ↓                                                              |
| 2010年1月30日  | フジテレビ V4スタジオ           | イベント      | FACTORY LIVE 0130                                                                        | [ 165 ] [ 166 ]                                                  |
| 2010年2月7日   | クラブダイアモンドホール        | イベント      | version21.1 second                                                                       |                                                                  |
| 2010年2月8日   | 梅田 ASOKO                      | イベント      | version21.1 second                                                                       |                                                                  |
| 2010年2月11日  | アクアパーク品川 ステラボール   | イベント      | version21.1 second                                                                       |                                                                  |
| 2010年5月30日  | 若洲公園                        | フェス        | ROCKS TOKYO 2010                                                                         |                                                                  |
| 2010年6月4日   | STUDIO COAST                    | イベント      | NEXUS ANNEXUS（山口・草刈のみ出演）                                                      | [ 167 ]                                                          |
| 2010年6月5日   | CLUB QUATTRO                    | イベント      | SAKAE SP-RING 2010                                                                       | [ 168 ]                                                          |
| 2010年6月20日  | 日比谷野外音楽堂                | ゲスト出演    | Base Ball Bear TOUR;HALL IN MY LIFE. 「日比谷ノンフィクション pt.2」                     | ゲスト出演                                                       |
| 2010年7月16日  | SHIBUYA-AX                      | イベント      | MUSIC UNLIMITED                                                                          | イベント1日目のトリとして公演を行った                            |
| 2010年7月18日  | いわみざわ公園                  | フェス        | JOIN ALIVE 2010                                                                          |                                                                  |
| 2010年7月31日  | 国営備北丘陵公園                | フェス        | SETSTOCK'10                                                                              |                                                                  |
| 2010年8月6日   | 国営ひたち海浜公園              | フェス        | ROCK IN JAPAN FESTIVAL 2010                                                              | 1日目LAKE STAGEトリ                                              |
| 2010年8月7日   | 舞洲スポーツアイランド          | フェス        | SUMMER SONIC 2010 OSAKA                                                                  |                                                                  |
| 2010年8月8日   | 幕張メッセ                      | フェス        | SUMMER SONIC 2010 TOKYO                                                                  |                                                                  |
| 2010年8月8日   | 夢の島公園                      | フェス        | WORLD HAPPINESS 2010                                                                     |                                                                  |
| 2010年8月26日  | Zepp Sendai                     | イベント      | Original Evolution #3 [extra]                                                            |                                                                  |
| 2010年8月28日  | 山中湖交流プラザ きらら         | フェス        | SWEET LOVE SHOWER 2010 -15th ANNIVERSARY-                                                |                                                                  |
| 2010年8月29日  | 泉大津フェニックス              | フェス        | RUSH BALL 2010                                                                           |                                                                  |
| 2010年9月4日   | 福岡国際センター                | イベント      | RockDaze! 2010                                                                           |                                                                  |
| 2010年9月7日   | 桜坂セントラル                  | フェス        | We are currently in the midst of summer festival ! FINAL In Okinawa                      | [ 171 ]                                                          |
| 2010年9月17日  | cube garden                     | イベント      | MoASIBI brix（草刈のみ出演）                                                             | [ 172 ]                                                          |
| 2010年10月30日 | 皇學館大学                      | 学園祭        | 皇學館大学倉稜祭                                                                         | [ SOL 5 ]                                                        |
| 2010年11月7日  | 兵庫県立大学 姫路工学キャンパス | 学園祭        | 兵庫県立大学大学祭                                                                       |                                                                  |
| 2010年11月10日 | Shibuya O-EAST                  | イベント      | point presents enjoy 100 music final                                                     | [ 173 ]                                                          |
| 2010年11月12日 | STUDIO COAST                    | イベント      | NEXUS ANNEXUS（山口・草刈のみ出演）                                                      | [ 174 ]                                                          |
| 2010年11月21日 | 岡山理科大学                    | 学園祭        | 岡山理科大学「第46回 半田山祭プロコンサート」                                            | [ 広報 17 ] [ 広報 18 ]                                          |
| 2010年11月23日 | STUDIO COAST                    | イベント      | New Audiogram ver.4 -1123coast-                                                          |                                                                  |
| 2010年12月30日 | インテックス大阪                | フェス        | FM802 ROCK FESTIVAL RADIO CRAZY 2010                                                     |                                                                  |
| 2010年12月31日 | 幕張メッセ                      | フェス        | COUNTDOWN JAPAN 10/11                                                                    |                                                                  |
| z開催日        | z開催地                         | z形態         | 2011年（平成23年）                                                                       | ↑ ↓                                                              |
| 2011年1月29日  | 広島CLUB QUATTRO                | イベント      | version21.1 third                                                                        |                                                                  |
| 2011年1月30日  | 福岡DRUM LOGOS                  | イベント      | version21.1 third                                                                        |                                                                  |
| 2011年2月4日   | Zepp Osaka                      | イベント      | version21.1 third                                                                        |                                                                  |
| 2011年2月5日   | Zepp Nagoya                     | イベント      | version21.1 third                                                                        |                                                                  |
| 2011年2月11日  | Zepp Tokyo                      | イベント      | version21.1 third                                                                        |                                                                  |
| 2011年5月28日  | 若洲公園                        | フェス        | ROCKS TOKYO 2011                                                                         |                                                                  |
| 2011年8月5日   | 国営ひたち海浜公園              | フェス        | ROCK IN JAPAN FESTIVAL 2011                                                              |                                                                  |
| 2011年8月7日   | 夢の島公園                      | フェス        | WORLD HAPPINESS 2011                                                                     |                                                                  |
| 2011年8月13日  | 石狩湾新港                      | フェス        | RISING SUN ROCK FESTIVAL 2011 in EZO                                                     |                                                                  |
| 2011年8月28日  | 山中湖交流プラザ きらら         | フェス        | SWEET LOVE SHOWER 2011                                                                   |                                                                  |
| 2011年11月18日 | ageHa                           | フェス        | LIVE NEXUS AID ANNEXUS                                                                   | [ 175 ] [ 176 ]                                                  |
| 2011年12月28日 | 幕張メッセ                      | フェス        | COUNTDOWN JAPAN 11/12                                                                    |                                                                  |
| 2011年12月30日 | インテックス大阪                | フェス        | FM802 ROCK FESTIVAL RADIO CRAZY 2011                                                     |                                                                  |
| z開催日        | z開催地                         | z形態         | 2012年（平成24年）                                                                       | ↑ ↓                                                              |
| 2012年2月11日  | 横浜アリーナ                    | イベント      | version21.1-fourth-                                                                      |                                                                  |
| 2012年2月16日  | Zepp Nagoya                     | イベント      | version21.1-fourth-                                                                      |                                                                  |
| 2012年2月17日  | なんばHatch                     | イベント      | version21.1-fourth-                                                                      |                                                                  |
| 2012年2月24日  | 台湾 The WALL TAIPEI            | イベント      | HighApps in Taiwan                                                                       |                                                                  |
| 2012年4月1日   | STUDIO COAST                    | イベント      | BOOM BOOM SATELLITES PRESENTS 「BRANDNEW CHAPTER ―GARDEN OF DELIGHT―」                   |                                                                  |
| 2012年4月11日  | Zepp Nagoya                     | イベント      | SP-RING NIGHT OUT 2012 -SPRUNG from SAKAE SP-RING-                                       |                                                                  |
| 2012年4月15日  | さいたまスーパーアリーナ        | イベント      | TOKYO FM&JFN present EARTH×HEART LIVE 2012                                               |                                                                  |
| 2012年4月30日  | 大阪城ホール                    | イベント      | REQUESTAGE 10                                                                            |                                                                  |
| 2012年5月27日  | 若洲公園                        | フェス        | ROCKS TOKYO 2012                                                                         |                                                                  |
| 2012年6月2日   | 信州やぶはら高原こだまの森      | フェス        | TAICOCLUB'12                                                                             |                                                                  |
| 2012年6月23日  | STUDIO COAST                    | イベント      | BOOM BOOM SATELLITES PRESENTS 「BRANDNEW CHAPTER ―GARDEN OF DELIGHT―」                   |                                                                  |
| 2012年7月21日  | いわみざわ公園                  | フェス        | JOIN ALIVE 2012                                                                          |                                                                  |
| 2012年7月28日  | 苗場スキー場                    | フェス        | FUJI ROCK FESTIVAL'12                                                                    |                                                                  |
| 2012年8月9日   | Zepp Namba                      | フェス        | Talking Rock! FES.2012                                                                   |                                                                  |
| 2012年9月1日   | 山中湖交流プラザ きらら         | フェス        | SWEET LOVE SHOWER 2012                                                                   | 初日LAKESIDE STAGEトリ                                           |
| 2012年9月2日   | 泉大津フェニックス              | フェス        | RUSH BALL 2012                                                                           |                                                                  |
| 2012年10月8日  | 国立代々木競技場                | フェス        | テレビ朝日ドリームフェスティバル 2012                                                    |                                                                  |
| 2012年10月21日 | 東北文化学園大学                | イベント      | ロックの学園 in 東北                                                                     |                                                                  |
| 2012年12月29日 | 幕張メッセ                      | フェス        | COUNTDOWN JAPAN 12/13                                                                    |                                                                  |
| 2012年12月30日 | インテックス大阪                | フェス        | FM802 ROCK FESTIVAL RADIO CRAZY 2012                                                     |                                                                  |
| 2012年12月31日 | Zepp DiverCity                  | フェス        | Livemasters Inc. 1st Anniversary COUNTDOWN "GT2013"                                      |                                                                  |
| z開催日        | z開催地                         | z形態         | 2013年（平成25年）                                                                       | ↑ ↓                                                              |
| 2013年1月14日  | STUDIO COAST                    | フェス        | HighApps Vol.10 SPECIAL!! ～2013 New Year Rock Party!～                                  | [ 177 ]                                                          |
| 2013年5月25日  | 若洲公園                        | フェス        | TOKYO METROPOLITAN ROCK FESTIVAL 2013                                                    |                                                                  |
| 2013年7月21日  | いわみざわ公園                  | フェス        | JOIN ALIVE 2013                                                                          |                                                                  |
| 2013年8月2日   | 国営ひたち海浜公園              | フェス        | ROCK IN JAPAN FESTIVAL 2013                                                              |                                                                  |
| 2013年8月9日   | 幕張メッセ                      | フェス        | SONICMANIA 2013                                                                          |                                                                  |
| 2013年8月16日  | 国立代々木競技場                | フェス        | J-WAVE LIVE 2000+13                                                                      |                                                                  |
| 2013年8月31日  | 山中湖交流プラザ きらら         | フェス        | SWEET LOVE SHOWER 2013                                                                   |                                                                  |
| 2013年9月1日   | 泉大津フェニックス              | フェス        | RUSH BALL 2013                                                                           |                                                                  |
| 2013年12月29日 | インテックス大阪                | フェス        | FM802 ROCK FESTIVAL RADIO CRAZY 2013                                                     |                                                                  |
| 2013年12月30日 | 幕張メッセ                      | フェス        | COUNTDOWN JAPAN 13/14                                                                    |                                                                  |
| z開催日        | z開催地                         | z形態         | 2014年（平成26年）                                                                       | ↑ ↓                                                              |
| 2014年2月2日   | 幕張メッセ                      | フェス        | ビクターロック祭り～音楽の嵐～                                                           |                                                                  |
| 2014年5月5日   | さいたまスーパーアリーナ        | フェス        | VIVA LA ROCK 2014                                                                        |                                                                  |
| 2014年5月25日  | 若洲公園                        | フェス        | TOKYO METROPOLITAN ROCK FESTIVAL 2014                                                    |                                                                  |
| 2014年5月31日  | 信州やぶはら高原こだまの森      | フェス        | TAICOCLUB'14                                                                             |                                                                  |
| 2014年7月19日  | いわみざわ公園                  | フェス        | JOIN ALIVE 2014                                                                          |                                                                  |
| 2014年8月3日   | 国営ひたち海浜公園              | フェス        | ROCK IN JAPAN FESTIVAL 2014                                                              |                                                                  |
| 2014年8月15日  | 千葉県                          | フェス        | SONICMANIA 2014                                                                          |                                                                  |
| 2014年8月16日  | 北海道                          | フェス        | RISING SUN ROCK FESTIVAL 2014 in EZO                                                     |                                                                  |
| 2014年8月29日  | 山中湖交流プラザ きらら         | フェス        | SWEET LOVE SHOWER 2014                                                                   |                                                                  |
| 2014年8月31日  | 泉大津フェニックス              | フェス        | RUSH BALL 2014                                                                           |                                                                  |
| 2014年10月19日 | 幕張メッセ                      | ゲスト出演    | FATBOY -eat sleep rave repeat- SLIM tour                                                 | [ 178 ] [ 179 ]                                                  |
| 2014年10月23日 | Zepp DiverCity                  | イベント      | "JAPAN NIGHT" in TIMM                                                                    |                                                                  |
| z開催日        | z開催地                         | z形態         | 2015年（平成27年）                                                                       | ↑ ↓                                                              |
| 2015年11月3日  | さいたまスーパーアリーナ        | ワンマン      | the telephones presents Last Party ～We are DISCO!!!～                                   |                                                                  |
| 2015年12月27日 | インテックス大阪                | フェス        | FM802 ROCK FESTIVAL RADIO CRAZY 2015                                                     |                                                                  |
| 2015年12月30日 | 幕張メッセ                      | フェス        | COUNTDOWN JAPAN 15/16                                                                    |                                                                  |
| z開催日        | z開催地                         | z形態         | 2016年（平成28年）                                                                       | ↑ ↓                                                              |
| 2016年2月14日  | 幕張メッセ                      | フェス        | ビクターロック祭り2016                                                                   | [ 180 ]                                                          |
| 2016年3月22日  | STUDIO COAST                    | フェス        | J-WAVE SAISON CARD TOKIO HOT 100 FESTIVAL                                                | [ 181 ]                                                          |
| 2016年4月29日  | エコキャンプみちのく            | フェス        | ARABAKI ROCK FEST.16                                                                     | [ 181 ]                                                          |
| 2016年5月5日   | 幕張海浜公園                    | フェス        | JAPAN JAM BEACH 2016                                                                     |                                                                  |
| 2016年5月14日  | 海とのふれあい広場              | フェス        | OSAKA METROPOLITAN ROCK FESTIVAL 2016                                                    |                                                                  |
| 2016年5月21日  | 若洲公園                        | フェス        | TOKYO METROPOLITAN ROCK FESTIVAL 2016                                                    |                                                                  |
| 2016年5月28日  | さいたまスーパーアリーナ        | フェス        | VIVA LA ROCK 2016                                                                        |                                                                  |
| 2016年6月4日   | 信州やぶはら高原こだまの森      | フェス        | TAICOCLUB'16                                                                             |                                                                  |
| 2016年7月17日  | いわみざわ公園                  | フェス        | JOIN ALIVE 2016                                                                          |                                                                  |
| 2016年7月24日  | 海の中道海浜公園                | フェス        | NUMBER SHOT 2016                                                                         |                                                                  |
| 2016年8月20日  | 舞洲スポーツアイランド          | フェス        | SUMMER SONIC 2016 OSAKA                                                                  |                                                                  |
| 2016年8月21日  | 幕張メッセ                      | フェス        | SUMMER SONIC 2016 TOKYO                                                                  |                                                                  |
| 2016年8月26日  | 山中湖交流プラザ きらら         | フェス        | SWEET LOVE SHOWER 2016                                                                   | 2日目ヘッドライナー                                              |
| 2016年12月28日 | インテックス大阪                | フェス        | FM802 ROCK FESTIVAL RADIO CRAZY 2016                                                     |                                                                  |
| 2016年12月28日 | 幕張メッセ                      | フェス        | COUNTDOWN JAPAN 16/17                                                                    |                                                                  |
| z開催日        | z開催地                         | z形態         | 2017年（平成29年）                                                                       | ↑ ↓                                                              |
| 2017年2月21日  | 日本科学未来館                  | イベント      | au×HAKUTO ローバー命名式 & 応援楽曲初披露LIVE                                            |                                                                  |
| 2017年3月18日  | 幕張メッセ                      | フェス        | ビクターロック祭り2017                                                                   | [ 182 ]                                                          |
| 2017年5月4日   | さいたまスーパーアリーナ        | フェス        | VIVA LA ROCK 2017                                                                        | [ 183 ]                                                          |
| 2017年5月6日   | 千葉市蘇我スポーツ公園          | フェス        | JAPAN JAM 2017                                                                           |                                                                  |
| 2017年5月13日  | 海とのふれあい広場              | フェス        | OSAKA METROPOLITAN ROCK FESTIVAL 2017                                                    |                                                                  |
| 2017年5月21日  | 若洲公園                        | フェス        | TOKYO METROPOLITAN ROCK FESTIVAL 2017                                                    |                                                                  |
| 2017年7月9日   | 豊崎美らSUNビーチ               | フェス        | CORONA SUNSETS FESTIVAL 2017                                                             |                                                                  |
| 2017年7月15日  | いわみざわ公園                  | フェス        | JOIN ALIVE 2017                                                                          |                                                                  |
| 2017年7月21日  | 横浜アリーナ                    | フェス        | J-WAVE LIVE SUMMER JAM 2017                                                              |                                                                  |
| 2017年7月23日  | 海の中道海浜公園                | フェス        | NUMBER SHOT 2017                                                                         |                                                                  |
| 2017年8月11日  | 国営ひたち海浜公園              | フェス        | ROCK IN JAPAN FESTIVAL 2017                                                              |                                                                  |
| 2017年8月19日  | 山口きらら博記念公園            | フェス        | WILD BUNCH FEST. 2017                                                                    |                                                                  |
| 2017年8月20日  | 稲佐山公園                      | フェス        | Sky Jamboree 2017 ～one pray in nagasaki～                                               |                                                                  |
| 2017年8月26日  | 山中湖交流プラザ きらら         | フェス        | SWEET LOVE SHOWER 2017                                                                   |                                                                  |
| 2017年8月27日  | 泉大津フェニックス              | フェス        | RUSH BALL 2017                                                                           |                                                                  |
| 2017年9月3日   | セキスイハイムスーパーアリーナ  | フェス        | SENDAI OTO Festival 2017                                                                 |                                                                  |
| z開催日        | z開催地                         | z形態         | 2018年（平成30年）                                                                       | ↑ ↓                                                              |
| 2018年5月3日   | さいたまスーパーアリーナ        | フェス        | VIVA LA ROCK 2018                                                                        | 初日ヘッドライナー                                               |
| 2018年5月5日   | 千葉市蘇我スポーツ公園          | フェス        | JAPAN JAM 2018                                                                           | 2日目ヘッドライナー                                              |
| 2018年5月20日  | 海とのふれあい広場              | フェス        | OSAKA METROPOLITAN ROCK FESTIVAL 2018                                                    | 最終日ヘッドライナー                                             |
| 2018年5月27日  | 若洲公園                        | フェス        | TOKYO METROPOLITAN ROCK FESTIVAL 2018                                                    | 最終日ヘッドライナー                                             |
| 2018年6月2日   | 信州やぶはら高原こだまの森      | フェス        | TAICOCLUB'18                                                                             |                                                                  |
| 2018年7月7日   | 横浜アリーナ                    | フェス        | JUMP MUSIC FESTA                                                                         | 初日ヘッドライナー                                               |
| 2018年7月27日  | 苗場スキー場                    | フェス        | FUJI ROCK FESTIVAL'18                                                                    | [ 184 ]                                                          |
| 2018年7月28日  | 山口きらら博記念公園            | フェス        | WILD BUNCH FEST. 2018（NF AFTER FES）                                                    | クロージング・アクトとして山口によるDJプレイが行われた           |
| 2018年7月29日  | 山口きらら博記念公園            | フェス        | WILD BUNCH FEST. 2018（2日目のみ中止）                                                   | 二日目はバンドとして出演予定だったが、台風のため中止となった     |
| 2018年8月10日  | 石狩湾新港                      | フェス        | RISING SUN ROCK FESTIVAL 2018 in EZO                                                     | [ 187 ]                                                          |
| 2018年8月25日  | 泉大津フェニックス              | フェス        | RUSH BALL 2018 20th ANNIVERSARY                                                          | [ 188 ]                                                          |
| 2018年9月1日   | 山中湖交流プラザ きらら         | フェス        | SWEET LOVE SHOWER 2018                                                                   | 2日目ヘッドライナー                                              |
| z開催日        | z開催地                         | z形態         | 2019年（平成31年/令和元年）                                                              | ↑ ↓                                                              |
| 2019年7月13日  | いわみざわ公園                  | フェス        | JOIN ALIVE 2019                                                                          | 初日ヘッドライナー                                               |
| 2019年8月7日   | 愛知県芸術劇場大ホール          | 芸術祭        | あいちトリエンナーレ2019 サカナクション『暗闇 -KURAYAMI-』                               | [ SOL 6 ] [ 192 ] [ 193 ]                                        |
| 2019年8月8日   | 愛知県芸術劇場大ホール          | 芸術祭        | あいちトリエンナーレ2019 サカナクション『暗闇 -KURAYAMI-』                               | [ SOL 6 ] [ 192 ] [ 193 ]                                        |
| 2019年8月10日  | 愛知県芸術劇場大ホール          | 芸術祭        | あいちトリエンナーレ2019 サカナクション『暗闇 -KURAYAMI-』                               | [ SOL 6 ] [ 192 ] [ 193 ]                                        |
| 2019年8月11日  | 愛知県芸術劇場大ホール          | 芸術祭        | あいちトリエンナーレ2019 サカナクション『暗闇 -KURAYAMI-』                               | [ SOL 6 ] [ 192 ] [ 193 ]                                        |
| 2019年8月17日  | 幕張メッセ                      | フェス        | SUMMER SONIC 2019 TOKYO（NF in MIDNIGHT SONIC）                                          | [ 194 ]                                                          |
| 2019年8月19日  | 代官山UNIT                      | フェス        | SUMMER SONIC 2019 TOKYO（NF in MIDNIGHT SONIC）                                          | [ 194 ]                                                          |
| 2019年8月25日  | 山口きらら博記念公園            | フェス        | WILD BUNCH FEST. 2019                                                                    | 最終日ヘッドライナー                                             |
| 2019年8月30日  | 山中湖交流プラザ きらら         | フェス        | SWEET LOVE SHOWER 2019                                                                   | 初日ヘッドライナー                                               |
| 2019年8月31日  | 泉大津フェニックス              | フェス        | RUSH BALL 2019                                                                           | 初日ヘッドライナー                                               |
| 2019年12月27日 | インテックス大阪                | フェス        | FM802 ROCK FESTIVAL RADIO CRAZY 2019                                                     | 最終日ヘッドライナー                                             |
| 2019年12月30日 | 幕張メッセ                      | フェス        | COUNTDOWN JAPAN 19/20                                                                    | 3日目ヘッドライナー                                              |
| z開催日        | z開催地                         | z形態         | 2020年（令和2年）                                                                        | ↑ ↓                                                              |
| 2020年5月4日   | 愛知県                          | フェス        | 森、道、市場2020（NF#14 in MORI MICHI ICHIBA 2020）（中止）                              | [ 201 ] [ 202 ]                                                  |
| 2020年7月15日  | 福井市中央公園                  | フェス        | ONE PARK FESTIVAL 2020（中止）                                                           | [ 203 ] [ 204 ] [ 205 ]                                          |
| z開催日        | z開催地                         | z形態         | 2021年（令和3年）                                                                        | ↑ ↓                                                              |
| 2021年6月1日   | 東京都                          | イベント      | 参天製薬「サンテFX」新TVCM発表記者会見                                                   | [ 206 ]                                                          |
| z開催日        | z開催地                         | z形態         | 2022年（令和4年）                                                                        | ↑ ↓                                                              |
| 2022年3月19日  | 千葉県                          | フェス        | ビクターロック祭り2022                                                                   | ヘッドライナー                                                   |
| 2022年5月15日  | 大阪府                          | フェス        | OSAKA METROPOLITAN ROCK FESTIVAL 2022                                                    | ヘッドライナー                                                   |
| 2022年5月22日  | 東京都                          | フェス        | TOKYO METROPOLITAN ROCK FESTIVAL 2022                                                    | ヘッドライナー                                                   |
| 2022年7月6日   | 東京ガーデンシアター            | ツーマン      | UNDERWORLD × SAKANACTION（延期）                                                         | [ 広報 3 ] [ 45 ]                                                |
| 2022年7月7日   | 東京ガーデンシアター            | ツーマン      | UNDERWORLD × SAKANACTION（延期）                                                         | [ 広報 3 ] [ 45 ]                                                |
| 2022年8月19日  | 千葉県                          | フェス        | SONICMANIA 2022（出演辞退）                                                              | [ 209 ] [ 広報 4 ] [ 210 ]                                       |
| 2022年9月3日   | 福井市中央公園                  | 3/span>フェス | ONE PARK FESTIVAL 2022（江島・岡崎のみ出演）                                             | [ 211 ] [ 広報 4 ] [ 212 ] [ 49 ]                                |
| 2022年10月4日  | 東京ガーデンシアター            | ツーマン      | UNDERWORLD × SAKANACTION（岩寺・草刈・江島・岡崎のみ出演）                               | [ 広報 5 ] [ 48 ]                                                |
| 2022年10月5日  | 東京ガーデンシアター            | ツーマン      | UNDERWORLD × SAKANACTION（岩寺・草刈・江島・岡崎のみ出演）                               | [ 広報 5 ] [ 48 ]                                                |
| z開催日        | z開催地                         | z形態         | 2023年（令和5年）                                                                        | ↑ ↓                                                              |
| 2023年12月31日 | LIQUIDROOM                      | イベント      | liquidroom presents NEW YEAR PARTY 2024（山口・江島のみ出演）                            | [ 213 ]                                                          |
| z開催日        | z開催地                         | z形態         | 2024年（令和6年）                                                                        | ↑ ■                                                              |
| 2024年2月29日  | BLUE NOTE PLACE                 | ゲスト出演    | 世武裕子 BLUE NOTE PLACE公演（江島のみ出演）                                             | [ 214 ]                                                          |
| 2024年3月1日   | BLUE NOTE PLACE                 | ゲスト出演    | 世武裕子 BLUE NOTE PLACE公演（江島のみ出演）                                             | [ 214 ]                                                          |
| 2024年4月4日   | BLUE NOTE PLACE                 | ゲスト出演    | よんよんの日 with Shin Sakaino Band（草刈のみ出演）                                      | 2日目の公演のみゲストボーカルとして出演                          |
| 2024年4月29日  | P.O.南青山ホール                | 主催          | ウカブオト 〜Superposition〜 by kyoka + 草刈愛美（サカナクション）（草刈のみ出演）       | 会場の開業を記念した公演。                                       |
| 2024年8月12日  | 国営ひたち海浜公園              | フェス        | ROCK IN JAPAN FESTIVAL 2024                                                              | 5日目LOTUS STAGEトリ                                             |
| 2024年8月16日  | 幕張メッセ                      | フェス        | SONICMANIA 2024                                                                          | [ 220 ]                                                          |
| 2024年8月24日  | 山口きらら博記念公園            | フェス        | WILD BUNCH FEST. 2024                                                                    | 二日目ヘッドライナー                                             |
| 2024年8月31日  | 山中湖交流プラザ きらら         | フェス        | SWEET LOVE SHOWER 2024                                                                   | 二日目ヘッドライナー                                             |
| 2024年9月8日   | 福井市中央公園                  | フェス        | ONE PARK FESTIVAL 2024                                                                   |                                                                  |

主催・出演イベント一覧の凡例
開催日
イベントの開催された日。他欄でのソート結果をデフォルトの順番へと戻すのに使用。
開催地
イベントが開催された会場名。ソートは、都道府県コードの番号に従った都道府県順で、海外の会場については、国内の会場の後に国名コード「ISO 3166-1 numeric」に従って記載していく。
形態
イベント種別を以下の形で分類する。ソートもこの順に従う。
| 表記               | 意味                                                         |
| ------------------ | ------------------------------------------------------------ |
| 主催（ツーマン等） | サカナクションが主たる出演者としてカウントされているイベント |
| 対バン             | 対バン相手として出演した他ミュージシャン主催の公演           |
| ゲスト出演         | 他ミュージシャンのワンマンライブへのゲスト出演など           |
| フェス             | ヘッドライナーとして出演した場合は太字とする                 |
| イベント           | 音楽フェスには該当しない芸術祭や学園祭その他のイベント       |

イベント
主催・出演したイベントのタイトル。ソートは50音順。

## NIGHT FISHING (NF)

NFロゴマーク

NIGHT FISHING（ナイトフィッシング、略称・別名：NF）は、サカナクションにおいて以下を示す。
1. 2枚目のオリジナル・アルバム『NIGHT FISHING』。
2. サカナクション主催のオーガナイズ・パーティー。
3. ビクターエンタテインメント内のレーベル「NF Records」。
4. バンド所有の音楽スタジオの名称[221]。
5. スペースシャワーTVにて放送された番組『NFパンチ』。

当行の節では、定義2について記述する。定義1の詳細ついては「NIGHT FISHING」を参照。

### オーガナイズ・パーティー
オーガナイズ・パーティー「NIGHT FISHING」は、2015年7月3日に東京都渋谷区恵比寿「LIQUIDROOM」にて初めて開催された。
開催理念
バンドのフロントマンである山口は、バンドに関してのプレスリリースを発行し、それが外部音楽情報・ニュースサイトのリンクや音楽情報誌などの情報をTwitterにツイート、およびリツイート、拡散をするように投稿していた。しかし、その一方で、自身のTwitterやInstagramには、その拡散したはずの情報をSNSで山口へメッセージで投稿するといった行為が見られている、と山口は語っている。
山口は、記事のタイトルのみを見て、その内容は読んでいないという問題が発生している、と雑誌の取材で示唆した。また、山口は「僕が持ってるTwitterや、インスタとか、Facebookとかで内容を説明するとみんな見るんですよ。かつ、僕がそのリンクを張るほうが見るんですよ」と、自己での拡散についても語っており、山口自身としては、この一連の現象は、音楽の拡散への危機つまり「音楽の孤立」、「限界」であると位置づけている。そして「ロック・フェスティバルで人気の出ないバンドは世に出れない」などといった "フェスブーム" が収束した場合「音楽の孤立」となった状態で何ができるかを考えた末にオーガナイズ・パーティーを開催することとなった。「メンバーの草刈が産休で時間の空いたこの時に、今しかできない」と考え、初回の実行に至った。
また、今イベントは「規模とかセールスではなくて、どんな空間を作ってどんな体験をさせたか」といった消費者に消費させる（＝貢献する）という消費者還元型のシステムとして制作された。
山口自身、音楽作品を制作する過程で、映像監督やヘアメイク、照明、エンジニアまで色々な職業の人々が関わっているということに気付き、このようなプロフェショナルの職業をリスナーにも知ってもらうことでもっと音楽の楽しみ方が増えると考えており「音楽を楽しむ空間で音楽に関わる仕事のことも知ってもらいたい」ともしている。

### 開催名・日程
| 開催日         | 公演タイトル                             | 会場                           | 配信・備考・出典                     |
| -------------- | ---------------------------------------- | ------------------------------ | ------------------------------------ |
| 2015年7月3日   | NIGHT FISHING                            | LIQUIDROOM                     | [ 222 ] [ 223 ] [ NF 1 ]             |
| 2015年9月11日  | NF#01 -launch party-                     | LIQUIDROOM                     | [ 224 ] [ NF 2 ]                     |
| 2015年11月6日  | NF#02 -SEN-                              | LIQUIDROOM                     | [ 225 ] [ NF 3 ]                     |
| 2016年1月22日  | NF#03 -SEARCH-                           | LIQUIDROOM                     | [ NF 4 ]                             |
| 2016年4月15日  | NF1R                                     | 名古屋 Club Mago               | [ NF 5 ]                             |
| 2016年4月16日  | NF1R                                     | 大阪 ニューホテルオオサカ      | [ NF 6 ]                             |
| 2016年5月20日  | NF3LDK                                   | LIQUIDROOM                     | [ 226 ] [ NF 7 ]                     |
| 2016年7月17日  | SAKANATRIBE NF CAMP in JOIN ALIVE        | いわみざわ公園                 | [ NF 8 ]                             |
| 2016年9月17日  | NF#04 -BOOK-                             | LIQUIDROOM                     | [ NF 9 ]                             |
| 2016年10月15日 | NF1Room                                  | LIQUIDROOM                     | [ NF 10 ]                            |
| 2016年11月18日 | NF#05 -REMIX-                            | LIQUIDROOM                     | [ NF 11 ]                            |
| 2016年12月10日 | NF1R                                     | LIQUIDROOM                     | [ NF 12 ]                            |
| 2017年1月21日  | NF#06 -LOOP-                             | LIQUIDROOM                     | [ NF 13 ]                            |
| 2017年2月18日  | NF1R                                     | LIQUIDROOM                     | [ NF 14 ]                            |
| 2017年4月26日  | NF1R                                     | LIQUIDROOM                     | [ NF 15 ]                            |
| 2017年5月12日  | NF in 森、道、市場 2017                  | 大塚海浜緑地（ラグーナビーチ） | [ NF 16 ]                            |
| 2017年5月22日  | NF#7 NIGHT SCHOOL Vo.2                   | LIQUIDROOM                     | [ NF 17 ]                            |
| 2017年6月23日  | NF1R in Sapporo                          | Sound Lab mole                 | [ NF 18 ]                            |
| 2017年11月18日 | NF#08 -RESTART-                          | LIQUIDROOM                     | [ NF 19 ]                            |
| 2018年1月26日  | NF#09 -NF×fragment-                      | LIQUIDROOM                     | [ NF 20 ]                            |
| 2018年5月11日  | NF#10 -EATBEAT!- in 森、道、市場 2018    | 大塚海浜緑地（ラグーナビーチ） | [ 227 ] [ 228 ] [ NF 21 ]            |
| 2018年12月2日  | NF#11 at EX THEATER ROPPONGI             | EX THEATER ROPPONGI            | [ NF 22 ] [ NF 23 ]                  |
| 2019年5月31日  | NF#12 -Sauna Camp.- in 森、道、市場 2019 | 大塚海浜緑地（ラグーナビーチ） | [ 229 ] [ NF 24 ] [ NF 25 ]          |
| 2019年7月13日  | NF in JOIN ALIVE                         | いわみざわ公園                 | [ NF 26 ] [ NF 27 ] [ 注釈 6 ]       |
| 2019年7月13日  | MNF in JOIN ALIVE                        | いわみざわ公園                 | [ NF 26 ] [ NF 27 ] [ 注釈 6 ]       |
| 2019年8月17日  | NF in MIDNIGHT SONIC                     | 幕張メッセ                     | [ NF 28 ]                            |
| 2019年9月7日   | NF in UNIT                               | 代官山UNIT                     | [ NF 29 ] [ NF 30 ]                  |
| 2019年10月12日 | NF#13 -GEN GEN AN-（延期）               | LIQUIDROOM                     | [ NF 31 ] [ NF 32 ]                  |
| 2019年12月7日  | NF#13 -GEN GEN AN-                       | LIQUIDROOM                     | [ NF 31 ] [ NF 32 ]                  |
| 2020年5月15日  | NF#14 in MORI MICHI ICHIBA 2020（中止）  | 大塚海浜緑地（ラグーナビーチ） | [ 201 ] [ 202 ]                      |
| 2020年6月20日  | NF ONLINE #01                            | LIQUIDROOM                     | Twitchでの無料配信限定イベント       |
| 2020年7月18日  | NF ONLINE #02                            | LIQUIDROOM                     | Twitchでの無料配信限定イベント       |
| 2020年10月14日 | NF ONLINE #03                            | LIQUIDROOM                     | Twitchでの無料配信限定イベント       |
| 2021年5月22日  | NF OFFLINE FROM LIVING ROOM              | 山口一郎自宅                   | [ 注釈 7 ]                           |
| 2021年5月23日  | NF OFFLINE FROM LIVING ROOM              | 山口一郎自宅                   | [ 注釈 7 ]                           |
| 2021年6月5日   | NF OFFLINE                               | Zepp Nagoya                    |                                      |
| 2021年6月6日   | NF OFFLINE                               | Zepp Nagoya                    |                                      |
| 2021年6月16日  | NF OFFLINE                               | Zepp Fukuoka                   |                                      |
| 2021年6月17日  | NF OFFLINE                               | Zepp Fukuoka                   |                                      |
| 2021年6月21日  | NF OFFLINE                               | Zepp Tokyo                     |                                      |
| 2021年6月22日  | NF OFFLINE                               | Zepp Tokyo                     |                                      |
| 2021年6月28日  | NF OFFLINE                               | Zeep Osaka Bayside             |                                      |
| 2021年6月29日  | NF OFFLINE                               | Zeep Osaka Bayside             |                                      |
| 2021年7月5日   | NF OFFLINE                               | Zepp Yokohama                  |                                      |
| 2021年7月6日   | NF OFFLINE                               | Zepp Yokohama                  |                                      |
| 2021年7月12日  | NF OFFLINE                               | Zepp Sapporo                   |                                      |
| 2021年7月13日  | NF OFFLINE                               | Zepp Sapporo                   |                                      |
| 2021年7月19日  | NF OFFLINE                               | Zepp Haneda                    |                                      |
| 2021年7月20日  | NF OFFLINE                               | Zepp Haneda                    |                                      |
| 2023年2月17日  | NF#14 -BLACK TAROMAN-                    | LIQUIDROOM                     | [ 231 ] [ NF 33 ]                    |
| 2023年6月10日  | NF#15 NF1ROOM                            | LIQUIDROOM                     | [ NF 34 ]                            |
| 2023年6月17日  | NF#15 NF1ROOM                            | Sound lab mole                 | [ NF 35 ]                            |
| 2023年6月23日  | NF#15 NF1ROOM                            | BEAT STATION                   | [ NF 36 ]                            |
| 2023年7月8日   | NF#15 NF1ROOM                            | CLUB MAGO                      | [ NF 37 ]                            |
| 2023年7月22日  | NF#15 NF1ROOM                            | CIRCUS Osaka                   | [ NF 38 ]                            |
| 2024年5月11日  | NF Shhhh                                 | 13                             | オンラインでの有料配信限定イベント   |
| 2024年6月8日   | NF Shhhh #2                              | 13                             | オンラインでの有料配信限定イベント   |
| 2024年9月8日   | NF × OPF. AFTER HOURS                    | ULO                            | ONE PARK FESTIVAL 2024の終演後に開催 |

## 出演

### ラジオ
- 『SCHOOL OF LOCK! FRIDAY』内「サカナLOCKS!」（2012年4月2日[SOL 7] - 2023年9月29日[SOL 8][注釈 8]、TOKYO FM・JFN系列）

### テレビ
- サカナクションのNFパンチ（2015年12月24日[233] - 2019年3月28日[234]、スペースシャワーTV）
- "シュガー&シュガー" サカナクションの音楽実験番組（2019年9月18日[37] - 2021年12月29日[235]、NHK Eテレ）

### NHK紅白歌合戦出場歴
| 年度   | 放送回 | 回 | 曲目         |
| ------ | ------ | -- | ------------ |
| 2013年 | 第64回 | 初 | ミュージック |